# Distrito electoral de Elk (condado de Lancaster, Nebraska)
Elk (en inglés: Elk Precinct) es un distrito electoral ubicado en el condado de Lancaster en el estado estadounidense de Nebraska. En el Censo de 2010 tenía una población de 1276 habitantes y una densidad poblacional de 13,69 personas por km².

## Geografía
Elk se encuentra ubicado en las coordenadas 40°54′56″N 96°51′12″O / 40.91556, -96.85333. Según la Oficina del Censo de los Estados Unidos, Elk tiene una superficie total de 93.24 km², que corresponden a tierra firme.

## Demografía
Según el censo de 2010, había 1276 personas residiendo en Elk. La densidad de población era de 13,69 hab./km². De los 1276 habitantes, Elk estaba compuesto por el 98.67% blancos, el 0.39% eran afroamericanos, el 0.24% eran amerindios, el 0.08% eran asiáticos, el 0.08% eran de otras razas y el 0.55% pertenecían a dos o más razas. Del total de la población el 0.78% eran hispanos o latinos de cualquier raza.